# マル・チキータ
マル・チキータ（西: Mar Chiquita、スペイン語で「小さな海」の意味）またはマル・デ・アンセヌーサ（西: Mar de Ansenuza）は、アルゼンチン中央部のパンパ地域にある湖。内陸湖であり塩湖である。

## 地理
アルゼンチン最大の自然湖（天然湖）であり、付近にラテンアメリカ最大の湿地帯を形成している。湖面の大半はコルドバ州に位置するが、北東角はサンティアゴ・デル・エステロ州に位置する。2州の計5つのデパルタメント（郡に似た行政区画）にまたがっている。パンパ最北端部の低地の南部一帯を占め、南北に80km（50mil）、東西に45km（28mil）の広さを持つ。約10mと水深が浅いため、乾季と雨季で湖面の面積は2,000km2から4,500km2まで大きく変化する。東部は高さ60mの崖となっているが、その他の湖岸は低地に面している。
もっとも多く流れ込む水は塩分を含んだドゥルセ川の水である。ドゥルセ川の下流とマル・チキータ周辺部は湿地帯となっており、特にユキコサギ、アメリカヒレアシシギ、ナンベイヒメウ、アマサギ、カオジロブロンズトキなどの水鳥の生物多様性に富んでいる。湖の南西からプリメーロ川とセグンド川が、他にも数本の川が流れ出ているが、これらの川の流量は乾季と雨季で大きく変化する。また、数年以上のスパンでの変化もあり、1970年代から1980年代にかけて水位が2m以上も上昇した。湖の塩分濃度はとても高いが、乾季には250 g/l、雨季には40 g/lと季節によって極端に変化している。湖にはメダノ島などいくつかの島がある。蒸発量の増加や湖底の上昇などで湖の面積はゆっくりと縮小しており、いずれは塩類平原に変化することが予想されている。塩分濃度が濃すぎて生物の存在が不可能とされているが、病気の治療や療養などのために多くの湖を観光客が訪れる。1945年から1980年にはグランドホテル・ビエナが湖畔にホテルを経営していた。
2002年5月28日にはドゥルセ川流域の湿地と共にラムサール条約に登録され、水鳥の生息地として国際的に重要な湿地として認められた。